# Виль-суз-Анжу
Виль-суз-Анжу (фр. Ville-sous-Anjou) — коммуна во Франции, находится в регионе Рона — Альпы. Департамент коммуны — Изер. Входит в состав кантона Руссильон. Округ коммуны — Вьенн.
Код INSEE коммуны — 38556. Население коммуны на 1999 год составляло 1009 человек. Населённый пункт находится на высоте от 186  до 401  метров над уровнем моря. Муниципалитет расположен на расстоянии около 440 км юго-восточнее Парижа, 45 км южнее Лиона, 75 км западнее Гренобля. Мэр коммуны — _, мандат действует на протяжении 2001—2008 гг.
Динамика населения (INSEE):